# 唾液腺腫瘍
唾液腺腫瘍（だえきせんしゅよう）とは、唾液腺（耳下腺・顎下腺・舌下腺や小唾液腺）に発生する腫瘍のことである。良性腫瘍、悪性腫瘍（癌腫、悪性リンパ腫など）のいずれも発生し、良性腫瘍の一部は癌化することが知られている。2005年に改定された唾液腺腫瘍のWHO分類が用いられる。
発生場所により、耳下腺良性腫瘍、耳下腺癌、顎下腺悪性リンパ腫などと呼ばれる。
耳下腺での発生率が最も高く64～80%、ついで顎下腺が7%～11%、舌下腺は1%以下で、小唾液腺は9～23%とされる。そのほか、良性腫瘍、悪性腫瘍のどちらも多形腺腫に代表されるようにさまざまな組織像を呈するのが特徴である。

## 分類

### 悪性
- 腺房細胞癌
- 粘表皮癌
- 腺様嚢胞癌
- 多型低悪性度腺癌
- 上皮筋上皮癌
- 明細胞癌
- 基底細胞腺癌
- 脂腺癌
- 脂腺リンパ腺癌
- 嚢胞腺癌
- 粘液腺癌
- オンコサイト癌
- 唾液腺導管癌
- （非特異型）腺癌
- 筋上皮癌
- 多形腺腫由来癌
- 癌肉腫
- 転移性多形腺腫
- 扁平上皮癌
- 小細胞癌
- 大細胞癌
- リンパ上皮癌
- 唾液腺芽腫

### 良性
- 多形腺腫
- 筋上皮腫
- 基底細胞腺腫
- ワルチン腫瘍
- オンコサイトーマ
- 細管状腺腫
- 脂腺腺腫
- リンパ腺腫
- 導管乳頭腫
- 嚢胞腺腫

## 診断
触診などの理学的所見に加え、超音波検査（頸部エコー検査）、CT検査、MRI検査、PET/CT検査、RI検査、細胞診断、血液検査などの検査を行い、良悪性の判断や治療方針の決定を行う。悪性腫瘍であれば、他の悪性疾患と同じく、リンパ節転移や肺転移、骨転移などを来たし、予後は非常に悪い。

## 治療
日本における唾液腺腫瘍の治療は、医師（耳鼻咽喉科医、頭頸部外科医、形成外科医、外科医）、歯科医師（歯科口腔外科医、耳下腺腫瘍は除く）によって行われている。
良性腫瘍の場合は外科的切除もしくは経過観察を行い、悪性腫瘍の場合は完全切除や拡大切除、頸部リンパ節郭清に加え、補助的に化学療法や放射線治療なども行われる場合がある。腺癌系腫瘍では重粒子線治療が有効であるとされる。